# Mng'aro
Mng'aro è una circoscrizione rurale (rural ward) della Tanzania situata nel distretto di Lushoto, regione di Tanga. Conta una popolazione di 7 148 abitanti (censimento 2012).